# Мігель Сандберг
Мігель Філіп Сандберг (швед. Miguel Filip Sandberg / кит.: 岳明峰; нар. 5 серпня 2002, Стокгольм, Швеція) — шведський та тайванський футболіст, півзахисник та нападник клубу «Вестерос СК» та національної збірної Китайського Тайбею.

## Клубна кар'єра
Футболом на дорослому рівні розпочав займатися у 14-річному віці.. Будучи ще юним гравцем, приєднався до молодіжної академії шведського «Сегельторпса», якому допоміг виграти кубок Швеції U-14 2016 року.
У 2022 році Сендберг підписав контракт зі шведським «Вестерос СК», де отримав травму. Протягом 2022 і 2023 років, за угодою про співпрацю між клубами, також грав у клубі дивізіону 2 «ІФК Ескільстуна». У серпні 2023 року відданий в оренду клубу Еттана Содра «Оскарсгамнс».

## Кар'єра в збірній
Сендберг народився у Швеції, батько — швед, а мати — родом з Тайваню. Представляв Китайський Тайбей на юнацькому рівні на Кубку АФК U-19 2018, де був наймолодшим гравцем команди.
8 вересня 2023 року дебютував за національну збірну Тайваню у товариському матчі проти Філіппін.

## Стиль гри
Мігель виступає на позиції півзахисника або нападника, вирізняється своєю високою швидкістю.

## Особисте життя
Мігель — син шведського спортивного директора Карла Сандберга. Відомий під прізвиськом Мігге.